# Heterocerus lacyorum
Heterocerus lacyorum là một loài bọ cánh cứng trong họ Heteroceridae. Loài này được Skalický miêu tả khoa học đầu tiên năm 2006.